# Ygor Maciel Santiago
Ygor Maciel Santiago (geboren am 1. Juni 1984 in Santana do Livramento) ist ein ehemaliger brasilianischer Fußballspieler.

## Karriere
2003 begann der 1,79 Meter große Fußballspieler seine Profikarriere bei CR Vasco da Gama, er stand dort für vier Jahre unter Vertrag. Im Jahr 2007 unterschrieb er einen Vertrag beim norwegischen Verein Start Kristiansand. Von 2008 bis 2011 war er bei den Vereinen Figueirense FC, Portuguesa und beim Verein Fluminense FC aktiv. Am 29. Juni 2012 wechselte er, es war sein Kindheitstraum, zum SC Internacional nach Porto Alegre. Ab 2015 folgten weitere Stationen bei Goiás EC, Náutico Capibaribe, al Salmiya Club in Kuwait und zuletzt AA Portuguesa.

## Sonstiges
Er ist der Bruder von Thiago Maciel (* 1982, u. a. Spieler bei CR Vasco da Gama & Spartak Wladikawkas) und Cousin von Claudiomiro (* 1971, u. a. Spieler beim FC Santos & Grêmio Porto Alegre).

## Erfolge
- Staatsmeisterschaft von Rio de Janeiro mit CR Vasco da Gama (2003)
- Copa do Brasil mit Fluminense FC (2007)
- Staatsmeisterschaft von Rio Grande do Sul mit SC Internacional (2013, 2014)
- Staatsmeisterschaft von Goiás mit Goiás EC (2015)